# فرودگاه درسدن
فرودگاه درسدن (به انگلیسی: Dresden Airport) (به زبان بومی: Flughafen Dresden) یک فرودگاه همگانی مسافربری با کد یاتا DRS است که یک باند فرود بتن دارد و طول باند آن ۲۸۵۰ متر است. این فرودگاه در شهر درسدن کشور آلمان قرار دارد و در ارتفاع ۲۳۰ متری از سطح دریا واقع شده‌است.

## شرکت‌های هواپیمایی و مقصدهای پروازی
The following airlines operate regular scheduled and charter flights from Dresden Airport:
| شرکت‌های هواپیمایی                             | مقصدهای پروازی |
| --------------------------------------------- | --- |
| آئروفلوت                                      | شرمتیوو |
| آسترا ایرلاینز                                | چارتر فصلی: هراکلین |
| بلغارین ایر چارتر                             | چارتر فصلی: بورگاس، وارنا |
| easyJet Switzerland                           | بازل-مولوز-فرایبورگ اروپا |
| یورو وینگز                                    | کلن بن، دوسلدورف فصلی: پالما د مایورکا |
| یورو وینگز                                    | فصلی: پالما د مایورکا |
| یورو وینگز اجرا توسط جرمن‌وینگز                | اشتوتگارت فصلی: کورفو |
| جرمنیا                                        | فوئرته‌ونتورا، گرن کناریا، پالما د مایورکا، تنریف جنوبی فصلی: آنتالیا، آتن (آغاز از ۴ مه ۲۰۱۸)، فارو، کریستیانو رونالدو، هراکلین، سالفرملیک، غردقه، جزیره کوس، لانزاروته، مالاگا، پافوس، کفلاویک، رود، شرم‌الشیخ (آغاز از ۶ نوامبر ۲۰۱۷) |
| کاال‌ام اجرا توسط کی‌ال‌ام سیتی‌هاپر              | اسخیپول آمستردام |
| لوفت‌هانزا                                     | فرانکفورت |
| لوفت‌هانزا رجینال اجرا توسط لوفت‌هانزا سیتی‌لاین | مونیخ |
| سوئیس اینترنشنال ایرلاینز                     | زوریخ |
| ترکیش ایرلاینز                                | چارتر فصلی: آنتالیا |